# Cebador de cinta Maynard

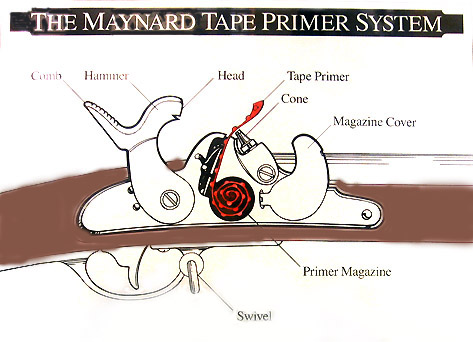
Diagrama del cebador de cinta Maynard.

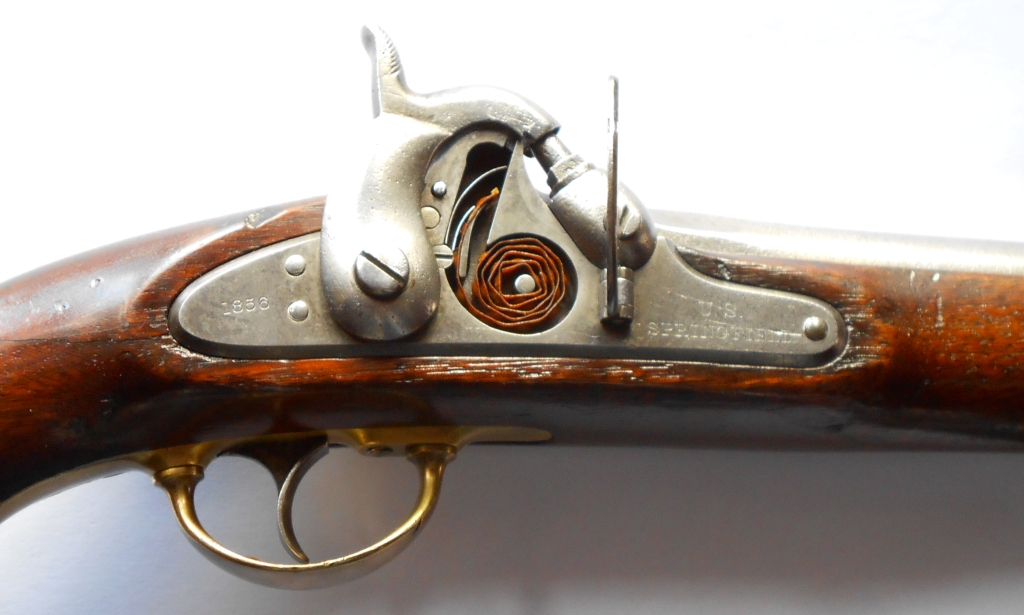
Detalle del cebador de cinta Maynard de un fusil Springfield Modelo 1855.

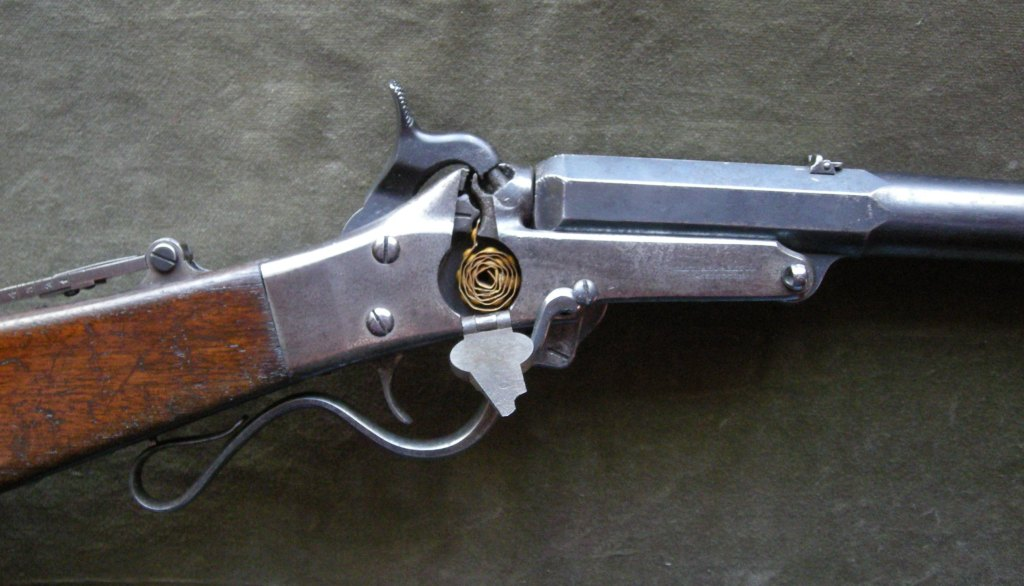
Fusil con cebador de cinta Maynard, mostrando el depósito abierto.

El cebador de cinta Maynard fue un mecanismo diseñado por Edward Maynard para permitir una recarga más rápida de los mosquetes y fusiles de avancarga.

## Invención
Los mosquetes y fusiles de avancarga de inicios del siglo 19 empleaban la llave de chispa, que tenía una alta tasa de fallos y un pobre desempeño en climas húmedos. En 1807, Alexander John Forsyth patentó el primer sistema con cápsula fulminante a partir de las investigaciones sobre fulminatos llevadas a cabo por Edward Charles Howard, pero las primeras llaves de percusión eficaces no estuvieron disponibles hasta la década de 1820, cuando las patentes de Forsyth caducaron.
La llave de percusión empleaba pequeñas cápsulas de cobre llenas con fulminato de mercurio. Aunque esto representó una gran mejora en la fiabilidad y el desempeño de los mosquetes y fusiles de avancarga en clima húmedo, la baja cadencia de disparo todavía era un problema. En 1845, el doctor Edward Maynard, un dentista interesado en las armas de fuego, ubicó pequeños discos de fulminato de mercurio sobre una delgada tira de papel, para después pegar otra tira de papel sobre la primera, creando así una "cinta" de fulminantes. La cinta podía ser fabricada rápidamente y a bajo costo, ya que el papel era mucho más barato que el cobre. Maynard también desarrolló un mecanismo de alimentación automático que movería la cinta cuando el martillo del mosquete o fusil era armado. El martillo no solo detonaba el fulminante, sino que también cortaba el papel, retirando la porción usada de la cinta de fulminantes.

## Recepción inicial

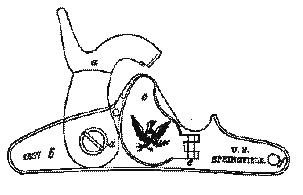
Ilustración de la llave de un fusil Modelo 1855. La pequeña placa con el águila es la cubierta del cebador de cinta Maynard.

El nuevo sistema de Maynard todavía requería que la pólvora y la bala Minié fuesen cargadas convencionalmente en el cañón del fusil, pero la cinta del sistema significaba que la cápsula fulminante ya no era puesta manualmente en la chimenea de la llave de percusión. Esto le ahorraba al soldado un paso del proceso de recarga, incrementando así su cadencia de disparo.
El Comité de Armamento inicialmente tuvo dudas sobre el diseño, pero el Secretario de Guerra Jefferson Davis, futuro presidente de los Estados Confederados de América, mostró tal entusiasmo por este que fue instalado en el fusil de avancarga Springfield Modelo 1855.

## Desempeño en combate
El cebador de cinta Maynard funcionaba bien mientras las cintas estuviesen secas, demostrando ser frágiles ante las cápsulas fulminantes hechas de cobre y poco fiables en climas adversos. En 1860, el sistema Maynard fue considerado poco fiable por el Departamento de Guerra y abandonado. El Modelo 1855 fue diseñado para emplear tanto el sistema Maynard como cápsulas de percusión estándar, por lo que seguía funcionando a pesar de los problemas del sistema Maynard.
Las variaciones del cebador de cinta Maynard todavía se emplean hoy en las modernas pistolas de fulminante.